# Imagine (Viewer)
Imagine ist ein kostenloses Bildbetrachtungs-Programm des südkoreanischen Programmierers Chun Sejin. Es läuft unter Microsoft Windows und zeichnet sich vor allem durch seine Geschwindigkeit und geringe Größe aus.

## Details
Wie die meisten Bildbetrachter, hat Imagine einen Vorschau- (Thumbnail) und einen Betrachtungsmodus. Das Programm unterstützt viele Bildformate, auch gepackte Archive und verschiedene Sprachen. Einige Funktionen zur Bildbearbeitung sind integriert, z. B. Drehen, Größe ändern, Farbmanipulationen, Effektfilter. Weiterhin verfügt Imagine über eine Plug-in-Schnittstelle, Exif-Anzeige, Animations-Bearbeitung und einen Batch-Converter. Die Tastenkombinationen für sämtliche Bedienfunktionen können beliebig editiert werden.

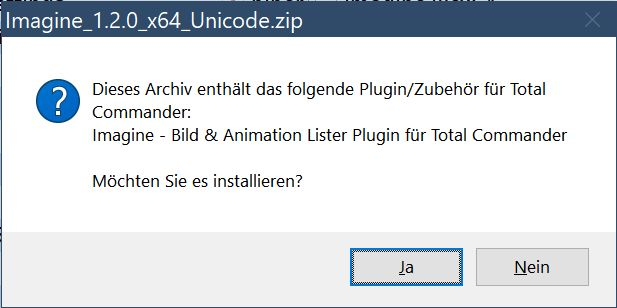
Imagine-Plugin Installation im Total Commander

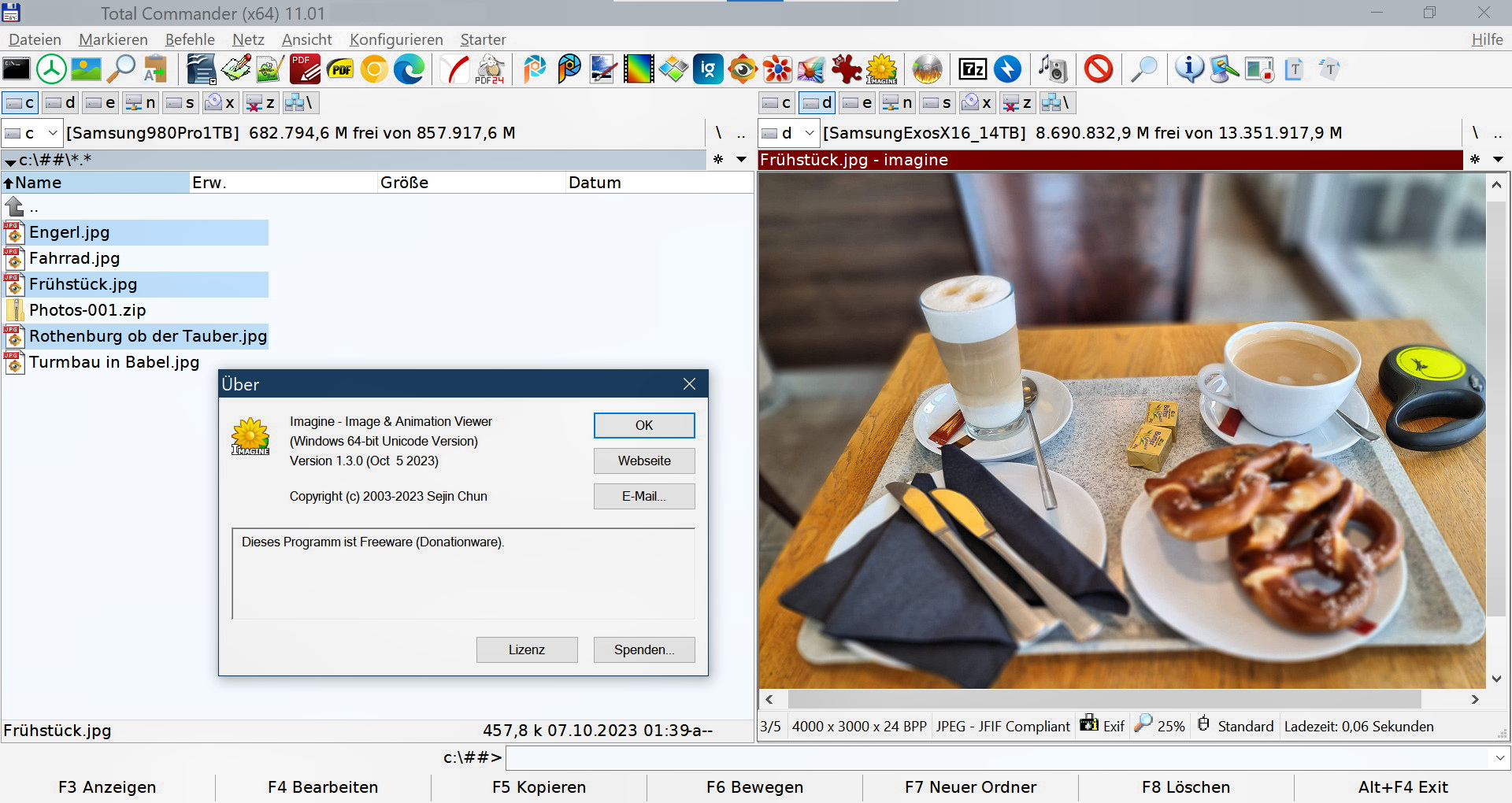
Imagine Plugin im Total Commander

Der Programmierer bietet zudem eine ZIP-Version des Imagine Viewer als Lister-Plugin für den Dateimanager Total Commander an. Bei Aufruf der ZIP-Datei wird nach einer Abfrage das Plugin installiert. Mit Strg+Q wird nun im zweiten Fenster das Bild – auf dem der Cursor im ersten Fenster steht – dargestellt. Dort können die üblichen Viewerfunktionen wie Vergrößern, Verkleinern, Spiegeln usw. durchgeführt werden.
Die erste Version erschien im Jahr 2003. Zum Download angeboten wird eine ANSI-, Unicode- und 64-Bit-Version des Programmes, jeweils als Installationsdatei oder als Standalone-Archiv. Die Archive sind jeweils ca. 1 MB groß (Version 1.0.7). Als Hardwareanforderungen werden eine Pentium-CPU und 32 MB RAM angegeben. Das Programm ist Freeware (Donationware), es kann ohne jede Einschränkung benutzt werden. Für eine Spende ist der Autor dankbar.

## Installationsblockade von Windows und Firefox

Zulassen-Dialog im Right-Click-Menu

Mozilla Firefox verweigert zunächst den Download, weil "dieses Programm selten heruntergeladen wird". Nach dem Mausklick auf den Button "Download erlauben" wird der Vorgang fortgesetzt. 
Microsoft Windows lehnt die Installation von Imagine aus unbegründeten "Sicherheitsgründen" zunächst ab. Das Problem ist behebar, indem nach dem Rechtsklick auf das Installationsfile (z. B. Imagine_2.1.1_x64_Unicode_Full.exe) im Kontextmenü unter "Allgemein" ganz unten bei "Sicherheit: Die Datei stammt von einem anderen Computer. Der Zugriff wurde aus Sicherheitsgründen eventuell blockiert" das Kästchen "Zulassen" aktiviert wird. Danach findet eine reibungslose Installation statt.